# SEPX1
El SEPX1, en humanos, es un gen que codifica para la síntesis de la enzima metionina-R-sulfóxido reductasa B1 (MsrB1).
Este gen codifica una selenoproteína, que contiene un residuo de selenocisteína (Sec) en su sitio activo. La selenocisteína está codificada por el codón UGA que normalmente indica la terminación de la traducción. El 3 'UTR de los genes de selenoproteína tiene una estructura de tallo-bucle común, la secuencia de inserción sec (SECIS), que es necesaria para el reconocimiento de UGA como un codón Sec en lugar de como una señal de parada. Esta proteína pertenece a la familia de la metionina sulfóxido reductasa B (MsrB) y se expresa en una variedad de tejidos adultos y fetales.